# Anpassungskosten
Anpassungskosten (englisch adjustment costs) sind in der Betriebswirtschaftslehre jene Kosten, die bei der Anpassung der Beschäftigung an eine veränderte Marktentwicklung entstehen.
Anpassungskosten werden mithin durch eine Veränderung der rechtlichen, technischen oder wirtschaftlichen Rahmenbedingungen verursacht. Erzwingen Gesetze, der technische Fortschritt oder wirtschaftliche Datenänderungen eine betriebliche Anpassung, so entstehen den Unternehmen hieraus Kosten. Es handelt sich mithin um Kosten, die nicht angefallen wären, wenn es nicht zu Veränderungen des Umweltzustands gekommen wäre. Diese Anpassungskosten sind keine besondere Kostenart, sondern in einzelnen Kostenarten enthalten. Es kann sich daher um Fixkosten oder variable Kosten, Materialkosten, Produktionskosten, Personalkosten, Verwaltungskosten, Finanzierungskosten oder Vertriebskosten handeln.

## Betriebswirtschaftslehre
Der Betriebswirt Peter Swoboda verstand 1964 unter Anpassungskosten jene Kosten, die mit dem Erkennen einer Anpassungsnotwendigkeit beginnen und bei voller Wirksamkeit der Anpassungsmaßahme ihr Maximum erreichen. Elastizitätskosten oder Kosten nach Wirksamkeit der Anpassungsmaßnahmen gehörten Swoboda zufolge nicht zu den Anpassungskosten.
Anpassungskosten sind auf institutionelle, ökonomische oder technologische Hemmnisse zurückzuführen. Institutionell sind bei der Entlassung von Arbeitskräften Kündigungsschutzfragen zu beachten, so dass die während der Weiterbeschäftigung anfallenden Personalkosten als Anpassungskosten anzusehen sind. Das gilt auch für Abfindungen oder Sozialplankosten. Ökonomische Anpassungskosten entstehen durch Fluktuation und Überstunden. Technologische Anpassungskosten bestehen bei limitationaler Produktionsfunktion, denn hier kann das Unternehmen die Produktion lediglich nach der Teilbarkeit des Faktors Kapital verändern. Benötigt beispielsweise eine Maschine 3 Arbeitskräfte zur Bedienung und einer hiervon soll entlassen werden, ist die Maschine nicht mehr einsatzfähig.

## Arten
Nach der Entstehungsursache kann zwischen internen und externen Anpassungskosten unterschieden werden. Interne Anpassungskosten entstehen innerhalb eines Unternehmens, etwa Kosten der Einarbeitung oder von Qualifizierungsmaßnahmen. Externe Anpassungskosten werden etwa durch die Beziehung des Unternehmens zum Arbeitsmarkt ausgelöst wie Kosten für Stellenanzeigen. Auch beispielsweise die durch Steuergesetze erzwungenen Änderungen gehören zu den externen Anpassungskosten.

## Volkswirtschaftslehre
Überschreiten diese betrieblichen Anpassungskosten einen bestimmten kritischen Schwellenwert, werden sie auch volkswirtschaftlich relevant. Die volkswirtschaftlichen und sozialen Anpassungskosten an sich ändernde Verhältnisse auf den Weltmärkten sind bei flexiblen Wechselkursen geringer als bei festen Wechselkursparitäten. Exporteure und Importeure müssen ihre Preislisten neu drucken und mit ihren Geschäftspartnern die Lastenverteilung aus den Wechselkursänderungen neu aushandeln (Preisanpassungskosten). Darüber hinaus sind Wechselkursänderungen Marktsignale, die ceteris paribus eine Reallokation der Ressourcen in der Volkswirtschaft notwendig machen; dies verursacht Transaktionskosten. Industrieller Strukturwandel ist auch mit Anpassungskosten verbunden, welche die Unternehmer und Arbeitnehmer schrumpfender Industriezweige zu tragen haben. Unter Anpassungskosten versteht man hier die Kosten zusätzlicher Arbeitslosigkeit, Sozialpläne, Informationskosten oder Transaktionskosten.
Der Investitionstheorie zufolge können Anpassungskosten sowohl bei der Investition als auch bei der Desinvestition anfallen. Bei mittelfristig steigender Nachfrage beginnen die Unternehmen mit Erweiterungsinvestitionen, die als Grenzkosten der Expansion zu verstehen sind und zu den Anpassungskosten gehören. Umgekehrt gelten die Kosten der Desinvestition (wie Abbruchkosten) als Anpassungskosten. Die klassische Investitionstheorie spricht von zunehmenden Anpassungskosten pro Kapitaleinheit bei der Ausweitung der Investitionssumme.
Auf dem Kapitalmarkt entstehen Anpassungskosten bei einem nicht vollkommen elastischen Kapitalangebot, weil sich eine veränderte Kapitalnachfrage auf den Preis auswirkt (z. B. steigende Kapitalmarktzinsen). Anpassungskosten stellen eine bedeutende Erweiterung des Grundmodells der neoklassischen Investitionstheorie dar. Die explizite Berücksichtigung von Anpassungskosten des Kapitalstocks in der Investitionstheorie findet sich erstmals 1963.